# Rahman Bilici
Rahman Bilici (ur. 28 października 1989) – turecki zapaśnik w stylu klasycznym. Olimpijczyk z Londynu 2012, gdzie zajął siedemnaste miejsce w kategorii 60 kg.
Brązowy medalista mistrzostw świata w 2018. Zajął piąte miejsce w mistrzostwach Europy w 2014. Trzeci w Pucharze Świata w 2010; siódmy w 2012. Mistrz świata juniorów w 2007 i 2008, mistrz Europy juniorów w 2007 roku.